# Mihai Bravu, Brăila
Mihai Bravu este un sat în comuna Victoria din județul Brăila, Muntenia, România.
Satul a fost înființat în urma împroprietăririi însurățeilor la 1879. La sfârșitul secolului al XIX-lea, el era reședința comunei Mihai Bravu, formată din satele Mihai Bravu și Cucuta, aflată în plasa Balta a județului Brăila, comună cu o populație totală de 1138 de locuitori. În comună funcționau 2 școli — una de băieți cu 41 de elevi înființată în 1884 și una de fete cu 32 de eleve, înființată în 1889. În 1925, comuna Mihai Bravu era inclusă în plasa Viziru și se întindea mult spre est și cuprindea satele Mihai Bravu, Berteștii de Sus și Gura Călmățui, precum și cătunele Nicolești, Strâmbu, Stoenești și Cistia, toate având împreună 2347 de locuitori.
În 1950, comuna a fost inclusă în raionul Însurăței, și apoi (după 1960) în raionul Brăila, din regiunea Galați. În 1968, comuna Mihai Bravu a fost desființată, satul fiind transferat comunei Victoria, comună rearondată județului Brăila.